# Роберто Бађо
Роберто Бађо (итал. Roberto Baggio; Калдоњо, 18. фебруар 1967) је бивши италијански фудбалер, међу технички најнадаренијим и најпопуларнијим играчима у свету током 90-их и раних 2000-их.
За фудбалску репрезентацију Италије играо је на три Светска првенства, и једини је италијански играч који је успео да постигне гол на три Светска првенства.
Године 1993, је освојио обе награде, Златну лопту (Ballon d'Or) и награду Најбољи фудбалер године. Пеле је именовао Бађа као једног од 125 највећих живих фудбалера у његовој ФИФА 100 листи из 2004. године.

## Биографија

### Младост
Бађо је рођен у Калдоњу, Венето.
Као младић, увек је имао интереса за фудбал и играо је за локални омладински клуб током периода од девет година. Након што је постигао 6 голова у једној утакмици, Бађа је скаут Антонио Мора убедио да се придружи Виченци.

### Каријера
Своју професионалну каријеру Бађо је започео у Виченци у Серији Ц1 током 1982. године. Бађо 1985. прелази у Фиорентину, где је стекао култни статус међу навијачима који су га сматрали за једног од најбољих играча у историји клуба. Свој деби у Серији А је имао 21. септембра 1986. против Сампдорије. Први лигашки гол је постигао 10. маја 1987. против Наполија у мечу најбоље запамћеном по Наполијевом освајању првог скудета у историји клуба.
Године 1990. продат је Јувентусу за 12 милиона евра (19 милиона долара) упркос негодовања навијача Фиорентине, тада светски рекорд за трансфер једног играча у то време. Следећи трансфер, десили су нереди на улицама Фиренце, где је било повређено педесет људи. Бађо се обратио његовим навијачима рекавши: „Био сам приморан да прихватим трансфер“.
Године 1993. је освојио свој једини трофеј у Европским такмичењима, помогавши Јувентусу да освоји УЕФА куп, у финалу је постигао један од три Јувентусова гола. Захваљујући његовим перформансама те године добио је обе награде, Златну лопту (Ballon d'Or) и награду Најбољи фудбалер године.
Први Скудето са Јувентусом Бађо је освојио 1995. године. Ово је била прва од многих лигашких титула које ће Јувентус освојити 90-их.
Након великог притиска председника Милана Силвија Берлусконија, и због умањења његових способности услед растућег талента Алесандра дел Пјера, он је продат миланском клубу. У то време, он је био повезиван са Манчестер јунајтедом и Блекберн роверсом из Премијер лиге, али никаква понуда није стигла из ниједног од ова два клуба.
Године 1997. Бађо прелази у Болоњу да би поново оживео своју каријеру, и након његовог личног рекорда од 22 постигнута гола те сезоне, био је укључен у италијанских стартних једанаест за Светско првенство 1998., на место млађег и омиљенијег Алесандра дел Пјера. Чезаре Малдини је био критикован за стављање Дел Пјера испред Бађа, који је јасно био у бољој форми, за четвртфинални меч против Француске. Када је Бађо ушао уместо Дел Пјера Италија је играла много боље. Чезаре Малдини се касније извинио Бађу што му није давао времена за игру колико заслужује.
Након Светског првенства 1998, Бађо је потписао за Интер. Ово се показало као несрећан потез, јер га је тадашњи тренер Марчело Липи убацивао у игру веома мало. Ово је узроковало да Бађо изгуби место у националном тиму. У његовој аутобиографији, Бађо је касније изјавио да се Липи лоше односио према њему након што је он одбио да му каже који су Интерови играчи изразили негативно мишљење о тренеру. Његов последњи допринос Интеру су била два гола против Парме, у доигравању за последње место за Лигу шампиона.
Након две сезоне са Интером, да би био позван за Светско првенство 2002., он прелази у претходно непопуларну Брешу. На старту сезоне 2001/02, постигао је осам голова у девет утакмица. Нажалост, током те сезоне, повредио је предњи укрштени лигамент и менискус левог колена; упркос овим озбиљним повредама, вратио се три утакмице пре краја сезоне, опоравивши се за само 76 дана. У његовој првој утакмици након повратка, постигао је два гола против свог бившег клуба Фиорентине, први од та два је постигао након само два минута игре. Онда је био стрелац против још једног тима за који играо, Болоње. Међутим, Ђовани Трапатони није повео Бађа у Кореју и Јапан, сматрајући да се није у потпуности оправио од повреде. Навијачи и стручњаци су критиковали изостанак Бађа, и Италија је без Бађове помоћи испала пре него што је стигла и до четвртфинала, не успевши да испуни очекивања.
Бађо је наставио да игра у Бреши све до одласка у пензију 2004. Своју последњу утакмицу је одиграо 16. маја 2004. на Сан Сиру против Милана. У 88. минуту, Брешин тренер Ђјани де Бјаси је заменио Бађа тако да би могао добити аплауз који заслужује. 80.000 присутних на Сан Сиру дали су му стајаће овације. Завршио је каријеру са 205 голова у Серији А, што га чини петим најбољим стрелцем свих времена иза Силвија Пиоле, Гунара Нордала, Ђузепеа Меаце и Хосеа Алтафинија. Његов број 10 је пензионисан од Бреше. Свој тристоти гол у каријери је постигао 16. децембра 2002. у победи Бреше код куће од 3-1 над Пјаченцом. Он је први човек у последњих 50 година који је успео да достигне овај број, одмах иза Пиоле (364) и Меаце (338).

## Репрезентација
Бађо је постигао 27 голова у 56 наступа за национални тим, четврти највећи свих времена. Једини је италијански играч који је постигао голове на три Светска првенства, са укупно 9 голова на Светским првенствима ставља се заједно са Кристијаном Вијеријем и Паолом Росијем као један од најбољих Италијанских стрелаца на Светским првенствима. Са свим његовим талентом никад није био награђен са победом у неком такмичењу у репрезентативној каријери. Он је промашио пенал у финалу Светског првенства 1994., што је допринело да Италија на пенале изгуби трофеј од Бразила.

### Светско првенство 1990.
Бађијево прво Светско првенство је било Светско првенство 1990., иако је најчешће коришћен као замена на турниру, још увек је био у могућности да покаже свој квалитет, постигавши два гола укључујући „најбољи гол турнира“ против Чехословачке. Бађо је такође добро упамћен по својој класи; иако је редовно задужен за извођење пенала за свој тим, померио се у страну када је Италији досуђен један у мечу за треће место, дозволивши саиграчу Салватореу Скилачију да шутира и постигне гол и освоји Златну лопту.

### Светско првенство 1994.
Бађо је био темељ италијанског тима на Светском првенству 1994., водећи је до финала након лошег старта. Постигао је пет голова, све у нокаут фази, и сваки меч је играо од почетка: два у осмини финала против Нигерије (први постигао два минута пре краја утакмице чиме је обезбедио продужетке, а други у продужецима), један у четвртфиналу против Шпаније (победнички гол три минута пре краја меча) и два у победи над Бугарском у полуфиналу. Бађо није био у потпуности спреман за финале против Бразила, које се завршило 0-0 након продужетака; он је преузео последњи пенал за Италију у пенал завршници, али његов шут је отишао преко пречке и Бразилци су освојили титулу. Два друга Италијана, Франко Барези и Данијеле Масаро, су такође пре њега промашили пенале. Турнир је завршио као трећи најбољи стрелац.

### Светско првенство 1998.
У првом мечу Светског првенства 1998., Италија је играла са Чилеом. Први гол је постигао Кристијан Вијери на асистенцију Бађа. Чиле је преузело вођство 2-1, и Бађо је касније направио добар пас ка Инзагију али голман Чилеа Нелсон Тапија је одлично реаговао и сачувао предност од 2-1. То је било тек трећи пут да тим поведе против Италије на Светским првенствима током 90-их. Крајем меча Бађов шут је закачио руку Чиленаског одбрамбеног играча, што је резултовало пенал који је извео Бађо и постигао гол, чиме је утакмица завршена са 2-2. Са овим голом, он је постао једини италијански играч који је постигао гол на три Светска првенства.
На овом првенству је постигао два гола; такође је постигао победнички гол против Аустрије чиме је Италија заузела прво место у групи.
У четвртфиналном мечу против Француске, Бађо је ушао у другом полувремену као замена. Италија је имала само пет шутева на целом мечу, један од тих промашио је гол за само неколико центиметара, а шутирао је Бађо; резултат је остао 0-0 и меч су одлучивали једанаестерци. Бађо је постигао његов пенал, али је Италија ипак изгубила од Француске, која је после и освојила титулу.

## Највећи успеси

### Виченца
- Серија Ц1 (1) : 1984/85.
- Серија Ц-А (1) : 1985/86.

### Фиорентина
- Куп УЕФА : финалиста 1989/90.

### Јувентус
- Серија А (1) : 1994/95, друго место 1991/92. и 1993/94.
- Куп Италије (1) : 1994/95, финалиста 1991/92.
- Суперкуп Италије : финалиста 1990.
- Куп УЕФА (1) : 1992/93, финалиста 1994/95.

### Милан
- Серија А (1) : 1995/96.
- Суперкуп Италије : финалиста 1996.

### Болоња
- Интертото куп (1) : 1998.

### Интер
- Куп Италије : финалиста 1999/00.
- Суперкуп Италије : финалиста 2000.

### Репрезентација Италије
- Светско првенство : финалиста 1994, треће место 1990.

## Индивидуалне награде
- Најбољи играч Европе (испод 23 године) : 1990.
- Најбољи стрелац Купа победника купова : 1990/91.
- Златна лопта (Ballon d'Or) : 1993.
- Најбољи фудбалер године : 1993.
- Платинум фудбалска награда од ТВ Сориси и Канцони : 1992.
- Onze D'Or од француског магазина Онзе Мондијал : 1993.
- Браво награду са Фиорентином : 1990.
- Златни Гуерин са Виченцом : 1985.
- Златни Гуерин са Миланом : 1996.
- Златни Гуерин са Брешом : 2001.
- Азури тим века : 2000.
- ФИФА дрим-тим свих времена : 2002.
- „Највољенији играч“ преко интернет анкете : 2001.
- „Највољенији играч“ преко интернет анкете : 2002.
- ФИФА 100 : 2004.
- Ворлд сокер награда : 2004.
- Награда Ђузепе Приско : 2004.
- Шампионска променада - Златна нога 2003.
- Guerin's Sportivo 150 Grandi del Secolo
- Placar's 100 Craques do Seculo
- Planète Foot's 50 Meilleurs Joueurs du Monde
- Најбољих XI свих времена Италије од Football Italia
- Најбољих XI свих времена Јувентуса од Football Italia
- Најбољих XI свих времена Бреше од Football Italia

##### Изабрана статистика
- 318 голова у свим такмичењима
- 76 гола из 91 пенала (рекорд свих времена у Италији)
- 32 гола у Европским такмичењима
- 9 постигнутих голова на Светским првенствима (Италија 1990, САД 1994, Француска 1998)

## Рекорди
Бађо је одиграо 16 утакмица на Светским првенствима за Италију. Ирска је једини тим са којим је Бађо играо више од једног пута у тих 16 утакмица. Он је најбољи италијански стрелац свих времена на Светским првенствима, са 9 голова из 16 наступа (уз Росија и Вијерија). Али Бађо је једини Италијан који је постигао гол на три Светска првенства. Бађо је постигао 86% пенала у Серији А и у репрезентацији, постигавши 76 од 91 пенала, више него било који други играч у италијанској фудбалској историји.
Када је Бађо био у националном тиму, на Светским првенствима Италија је увек испадала на пенале: 1990. од Аргентине, 1994. од Бразила и 1998. од Француске. Ипак, у 16 утакмица које је играо Италија је у регуларном делу утакмице изгубила само једном, у првој утакмици на Светском првенству 1994. од Ирске.

## Религија
Бађо, некадашњи римокатолик, практикује Ничирен будизам и члан је будистичке организације Сока Гакаи.